# Stactobia decosteri
Stactobia decosteri är en nattsländeart som beskrevs av Jacquemart 1965. Stactobia decosteri ingår i släktet Stactobia och familjen smånattsländor. Inga underarter finns listade i Catalogue of Life.